# Waratah-Wynyard Municipality
Koordinaten: 41° 0′ S, 145° 43′ O

Die Waratah-Wynyard Municipality ist ein lokales Verwaltungsgebiet (LGA) im australischen Bundesstaat Tasmanien. Das Gebiet ist 1187 km² groß und hat etwa 13.500 Einwohner (2016).
Waratah-Wynyard liegt im Nordwesten der tasmanischen Insel etwa 250 Kilometer nordwestlich der Hauptstadt Hobart. Das Gebiet umfasst 30 Ortsteile und Ortschaften: Boat Harbour, Boat Harbour Beach, Calder, Doctors Rocks, Elliott, South Elliott, Flowerdale, Guildford, Henrietta, Lapoinya, Luina, Meunna, Milabena, Moores Plains, Moorleah, Myalla, Oldina, Oonah, Parrawe, Savage River, Sisters Beach, Sisters Creek, Somerset, Table Cape, Takone, West Takone, Waratah, Woodlands, Wynyard und Yolla. Der Sitz des Councils befindet sich in dem Ort Wynyard an der Nordküste, wo etwa 5000 Einwohner leben (2016).

## Verwaltung
Der Waratah-Wynyard Council hat zehn Mitglieder. Der Mayor (Bürgermeister), sein Deputy (Stellvertreter) und acht Councillor werden direkt von den Bewohnern der LGA gewählt. Waratah-Wynyard ist nicht in Bezirke untergliedert.